# Kralen (metaaltechniek)

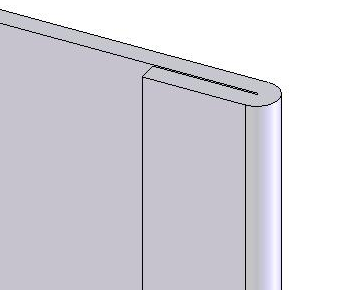
Dichte gekraalde rand

Kralen is een metaalbewerkingstechniek die gebruikt kan worden versterken en verfraaien van (dun) plaatmetaal. Kralen vormt een ronde rand aan een voorwerp van plaatmetaal.
Gekraalde randen worden vaak gebruikt om randen te versterken, bramen en ruwe randen te verbergen en het uiterlijk te verbeteren. Bovendien neemt de gekraalde rand het risico weg van verwonding (snijden) aan de anders scherpe rand.

## Toepassingen
Gekraalde randen worden gebruikt op producten van dun metaal, zoals metalen lockers, lades, en dakgoten.

## Werkwijze
Er zijn twee manieren om metaal te kralen: walsen en zetten.
Zetten gaat sneller en heeft meestal de voorkeur wanneer de productiesnelheid van belang is, zoals in de auto-industrie.
Het uiteinde van een buis kan worden gekraald door de buis vast te zetten in een klem, het uiteinde te verwijden met een expansiepons, en vervolgens verder te vouwen door een andere pons. Het gekraalde uiteinde van een buis kan bijvoorbeeld worden gebruikt om een slang vast te houden of om het uiteinde van de buis te versterken.

## Verschil met felsen
Kralen en felsen zijn vergelijkbare metaalbewerkingstechnieken.
Bij kralen wordt de rand alleen omgezet/gewalst, terwijl bij felsen twee platen samen worden omgezet/gewalst, en zo aan elkaar worden verbonden.